# San Jose Earthquakes (1974–1988)
San Jose Earthquakes – amerykański klub piłkarski, rywalizujący w rozgrywkach NASL i WSA.

## Historia
Klub istniał w latach 1974–1988. Od 1983 do 1984 nosił nazwę Golden Bay Earthquakes. Do 1984 grał w rozgrywkach NASL, a w kolejnych latach, od 1985 do 1988, rywalizował w WSA.

## Historia występów ligowych

### NASL i WSA[3]
W = Wygrane, P = Porażki, W (K) = Wygrane po rzutach karnych, GZ = Gole zdobyte, GS = Gole stracone
| Sezon | Liga | W  | P  | W (K) | GZ | GS | Miejsce                                     | Play-off                    | Śr. frekwencja |
| ----- | ---- | -- | -- | ----- | -- | -- | ------------------------------------------- | --------------------------- | -------------- |
| 1974  | NASL | 9  | 8  | 3     | 43 | 38 | 2. (Western Division)                       | ćwierćfinał (porażka)       | 16,584         |
| 1975  | NASL | 8  | 14 |       | 37 | 48 | 5. (Western Division)                       | brak kwalifikacji           | 17,927         |
| 1976  | NASL | 14 | 10 |       | 47 | 30 | 1. (Southern Division)                      | finał konferencji (porażka) | 19,826         |
| 1977  | NASL | 14 | 12 |       | 37 | 44 | 2. (Southern Division)                      | I runda (porażka)           | 17,739         |
| 1978  | NASL | 8  | 22 |       | 36 | 81 | 4. (American Conference – Western Division) | brak kwalifikacji           | 14,281         |
| 1979  | NASL | 8  | 22 |       | 41 | 74 | 4. (American Conference – Western Division) | brak kwalifikacji           | 15,092         |
| 1980  | NASL | 9  | 23 |       | 45 | 68 | 4. (American Conference – Western Division) | brak kwalifikacji           | 13,169         |
| 1981  | NASL | 11 | 21 |       | 44 | 78 | 4. (Western Division)                       | brak kwalifikacji           | 12,400         |
| 1982  | NASL | 13 | 19 |       | 47 | 62 | 5. (Western Division)                       | brak kwalifikacji           | 11,012         |
| 1983  | NASL | 20 | 10 |       | 71 | 54 | 2. (Western Division)                       | półfinał (porażka)          | 11,933         |
| 1984  | NASL | 8  | 16 |       | 61 | 62 | 5. (Western Division)                       | brak kwalifikacji           | 10,676         |
| 1985  | WSA  | 4  | 2  | 1     | 10 | 9  | 1.                                          | N/A                         |                |
| 1986  | WSA  | 3  | 4  | 7     | 13 | 23 | 6.                                          | N/A                         |                |
| 1987  | WSA  | 6  | 7  |       | 21 | 13 | 3.                                          | wicemistrzostwo             |                |
| 1988  | WSA  | 7  | 5  |       | 20 | 19 | 3.                                          | wicemistrzostwo             |                |

### NASL i MISL Indoor Soccer[3]
W = Wygrane, P = Porażki, GZ = Gole zdobyte, GS = Gole stracone
| Sezon   | Liga | W  | P  | GZ  | GS  | Miejsce                                     | Play-off           |
| ------- | ---- | -- | -- | --- | --- | ------------------------------------------- | ------------------ |
| 1975    | NASL | 4  | 0  | 37  | 17  | 1. (Western Division)                       | mistrzostwo NASL   |
| 1976    | NASL | 3  | 1  | 35  | 18  | 1. (Western Division)                       | 3.                 |
| 1980/81 | NASL | 10 | 8  | 118 | 115 | 3. (Western Division)                       | brak kwalifikacji  |
| 1981/82 | NASL | 5  | 13 | 83  | 141 | 3. (Conference National – Western Division) | brak kwalifikacji  |
| 1982/83 | MISL | 17 | 31 | 240 | 290 | 5. (Western Division)                       | brak kwalifikacji  |
| 1983/84 | NASL | 19 | 13 | 206 | 190 | 4.                                          | półfinał (porażka) |